# Азналино
Азналино — деревня в Сафакулевском районе Курганской области. Входит в состав Сарт-Абдрашевского сельсовета.

## История
До 1917 года входило в состав Сарт-Калмыкской волости Челябинского уезда Оренбургской губернии. По данным на 1926 год состояла из 97 хозяйств. В административном отношении являлась центром Азналинского сельсовета Яланского района Челябинского округа Уральской области.

## Население
| 1989 | 2002 | 2010 |
| ---- | ---- | ---- |
| 410  | ↘284 | ↘222 |

По данным переписи 1926 года в деревне проживало 408 человек (189 мужчин и 219 женщин), в том числе: башкиры составляли 97 % населения, татары — 3 %.
Национальный состав
Согласно результатам Всероссийской переписи населения 2002 года, в национальной структуре населения башкиры составляли 93 %.